# Західенерго
«ДТЕК Західенерго» — є одним із провідних українських виробників електроенергії та тепла. Електроенергія, вироблена компанією, постачається українським споживачам та на експорт до країн Європи.
До складу товариства також входять Бурштинська ТЕС, Ладижинська ТЕС та Добротвірська ТЕС а також сервісні підприємства Галременерго, Львівенергоспецремонт, Львівенергоавтотранс, Західенергопостач.
З 01.07.2002 року Бурштинська ТЕС успішно працює в «острові Бурштинської ТЕС», в об'єднаній європейській енергосистемі UCTE\CENTREL забезпечуючи покриття власного споживання острова та передачу на експорт 500 МВт енергії. Острів, який утворює Бурштинська ТЕС разом з мережею, що прилягає до неї, охоплює територію площею 27 тис. км². з населенням чисельністю близько 3 млн осіб.
ПАТ «ДТЕК Західенерго» — п'ята за величиною енергогенеруюча компанія України з встановленою потужністю 4707,5 МВт, що становить близько 9 % від загальної потужності електроенергетики України. За обсягами виробництва електричної енергії ПАТ «ДТЕК Західенерго» займає одне з чільних місць серед теплових енергогенеруючих компаній.

## Історія
Початком масштабного розвитку електроенергетики Західної України стало будівництво Добротвірської ТЕС. З 1951 р. по 1959 р. на станції було введено в дію турбоагрегати потужністю 25 МВт, 50 МВт, 100 МВт та два енергоблоки 150 МВт. Формування західно-української енергетики відбувалося в складі BEO «Львівенерго», яке об'єднало ТЕС, обласні підприємства електричних мереж (з магістральними та розподільчими мережами), енергоремонтні підприємства. Основним напрямком розвитку стало збільшення одиничної потужності та покращення ефективності роботи обладнання.
В 1962—1969 р.р. стала до ладу Бурштинська ТЕС з енергоблоками 200 МВт.
ВЕО «Львівенерго» стало першою компанією колишнього СРСР, яка збудувала і успішно експлуатувала атомну електростанцію — Рівненську АЕС, перший енергоблок якої було введено у грудні 1979 р.
ВАТ «Західенерго» створено в 1995 р., згідно з Указом Президента від 04.04.95 № 282 «Про структурну перебудову в електроенергетичному комплексі України», на базі теплових станцій BEO «Львівенерго» — Бурштинської та Добротвірської ТЕС, а також Ладижинської ТЕС, яка входила до складу BEO «Вінницяенерго». ВАТ «Західенерго» стало спадкоємцем високого технічного рівня BEO та найкваліфікованіших кадрів.
Згідно з рішенням чергових Загальних зборів акціонерів, які відбулися 22 березня 2011 року, Відкрите акціонерне товариство «Західенерго» було перейменовано на Публічне акціонерне товариство «Західенерго».
Проводяться заходи з фінансового оздоровлення, введення сучасних методів управління, покращення технічного рівня проводяться в рамках підготовки до приватизаційного процесу.